# Montpius
El Montpius és una muntanya de 2.274 metres que es troba al municipi de Vielha e Mijaran, a la comarca de la Vall d'Aran.